# آرنولد شولنزاتل
آرنولد شولنزاتل (انگلیسی: Arnold Schwellensattl؛ زادهٔ ۱۳ ژانویهٔ ۱۹۷۵) بازیکن فوتبال اهل ایتالیا است.
از باشگاه‌هایی که در آن بازی کرده‌است می‌توان به باشگاه فوتبال لاسک، باشگاه فوتبال چونگ‌کینگ دنگ‌دای لیفان، باشگاه فوتبال آدمیرا واکر مودلینگ، و باشگاه فوتبال آتالانتا اشاره کرد.